# Gran Premio de España de Motociclismo de 2006
El Gran Premio de España de motociclismo de 2006 fue la primera prueba del Campeonato del Mundo de Motociclismo de 2006. Tuvo lugar en el fin de semana del 24 al 26 de marzo de 2006 en el Circuito Permanente de Jerez, situado en la ciudad andaluza de Jerez de la Frontera, España. La carrera de MotoGP fue ganada por Loris Capirossi, seguido de Dani Pedrosa y Nicky Hayden. Jorge Lorenzo ganó la prueba de 250cc, por delante de Alex de Angelis y Andrea Dovizioso. La carrera de 125cc fue ganada por Álvaro Bautista, Lukáš Pešek fue segundo y Mattia Pasini tercero.

## Resultados

### Resultados MotoGP
| Pos.    | N.º | Piloto             | Constructor | Vueltas | Tiempo/Retirado | Parrilla | Puntos |
| ------- | --- | ------------------ | ----------- | ------- | --------------- | -------- | ------ |
| 1       | 65  | Loris Capirossi    | Ducati      | 27      | 45:57.733       | 1        | 25     |
| 2       | 26  | Dani Pedrosa       | Honda       | 27      | +4.375          | 5        | 20     |
| 3       | 69  | Nicky Hayden       | Honda       | 27      | +9.996          | 4        | 16     |
| 4       | 24  | Toni Elías         | Honda       | 27      | +10.135         | 6        | 13     |
| 5       | 33  | Marco Melandri     | Honda       | 27      | +19.547         | 7        | 11     |
| 6       | 27  | Casey Stoner       | Honda       | 27      | +21.237         | 15       | 10     |
| 7       | 56  | Shinya Nakano      | Kawasaki    | 27      | +21.372         | 3        | 9      |
| 8       | 10  | Kenny Roberts, Jr. | KR211V      | 27      | +32.414         | 13       | 8      |
| 9       | 21  | John Hopkins       | Suzuki      | 27      | +32.659         | 12       | 7      |
| 10      | 6   | Makoto Tamada      | Honda       | 27      | +35.983         | 16       | 6      |
| 11      | 5   | Colin Edwards      | Yamaha      | 27      | +37.930         | 10       | 5      |
| 12      | 71  | Chris Vermeulen    | Suzuki      | 27      | +39.514         | 11       | 4      |
| 13      | 7   | Carlos Checa       | Yamaha      | 27      | +42.829         | 14       | 3      |
| 14      | 46  | Valentino Rossi    | Yamaha      | 27      | +1:05.766       | 9        | 2      |
| 15      | 66  | Alex Hofmann       | Ducati      | 27      | +1:23.300       | 19       | 1      |
| 16      | 77  | James Ellison      | Yamaha      | 26      | +1 Vuelta       | 18       |        |
| Ret     | 30  | José Luis Cardoso  | Ducati      | 13      | Retirado        | 17       |        |
| Ret     | 17  | Randy de Puniet    | Kawasaki    | 6       | Retirado        | 8        |        |
| Ret     | 15  | Sete Gibernau      | Ducati      | 2       | Retirado        | 2        |        |
| Fuente: |     |                    |             |         |                 |          |        |

### Resultados 250cc
| Pos.    | N.º | Piloto            | Constructor | Vueltas | Tiempo/Retirado | Parrilla | Puntos |
| ------- | --- | ----------------- | ----------- | ------- | --------------- | -------- | ------ |
| 1       | 48  | Jorge Lorenzo     | Aprilia     | 26      | 45:57.390       | 1        | 25     |
| 2       | 7   | Alex de Angelis   | Aprilia     | 26      | +4.919          | 5        | 20     |
| 3       | 34  | Andrea Dovizioso  | Honda       | 26      | +8.865          | 11       | 16     |
| 4       | 55  | Yuki Takahashi    | Honda       | 26      | +8.922          | 2        | 13     |
| 5       | 80  | Héctor Barberá    | Aprilia     | 26      | +9.515          | 3        | 11     |
| 6       | 4   | Hiroshi Aoyama    | KTM         | 26      | +23.622         | 7        | 10     |
| 7       | 15  | Roberto Locatelli | Aprilia     | 26      | +34.520         | 10       | 9      |
| 8       | 36  | Martín Cárdenas   | Honda       | 26      | +50.898         | 17       | 8      |
| 9       | 50  | Sylvain Guintoli  | Aprilia     | 26      | +56.314         | 19       | 7      |
| 10      | 21  | Arnaud Vincent    | Honda       | 26      | +1:04.082       | 20       | 6      |
| 11      | 54  | Manuel Poggiali   | KTM         | 26      | +1:09.312       | 18       | 5      |
| 12      | 23  | Arturo Tizón      | Honda       | 26      | +1:27.801       | 14       | 4      |
| 13      | 57  | Chaz Davies       | Aprilia     | 26      | +1:30.466       | 16       | 3      |
| 14      | 31  | Álvaro Molina     | Aprilia     | 26      | +1:34.877       | 24       | 2      |
| 15      | 28  | Dirk Heidolf      | Aprilia     | 26      | +1:39.114       | 12       | 1      |
| 16      | 41  | Michele Danese    | Aprilia     | 25      | +1 Vuelta       | 25       |        |
| 17      | 66  | Hans Smees        | Aprilia     | 25      | +1 Vuelta       | 28       |        |
| 18      | 24  | Jordi Carchano    | Honda       | 20      | +6 Vueltas      | 23       |        |
| Ret     | 14  | Anthony West      | Aprilia     | 22      | Retirado        | 6        |        |
| Ret     | 96  | Jakub Smrž        | Aprilia     | 20      | Caída           | 13       |        |
| Ret     | 58  | Marco Simoncelli  | Gilera      | 18      | Caída           | 8        |        |
| Ret     | 85  | Alessio Palumbo   | Aprilia     | 17      | Caída           | 27       |        |
| Ret     | 19  | Sebastián Porto   | Honda       | 7       | Retirado        | 22       |        |
| Ret     | 25  | Alex Baldolini    | Aprilia     | 4       | Caída           | 9        |        |
| Ret     | 16  | Jules Cluzel      | Aprilia     | 2       | Caída           | 21       |        |
| Ret     | 73  | Shuhei Aoyama     | Honda       | 1       | Caída           | 4        |        |
| Ret     | 22  | Luca Morelli      | Aprilia     | 1       | Retirado        | 26       |        |
| DNS     | 6   | Alex Debón        | Aprilia     | 0       | No participó    | 15       |        |
| DNS     | 44  | Taro Sekiguchi    | Aprilia     |         | No participó    |          |        |
| DNQ     | 40  | Sinan Sofuoğlu    | Honda       |         | No se clasificó |          |        |
| Fuente: |     |                   |             |         |                 |          |        |

### Resultados 125cc
| Pos.    | N.º | Piloto                   | Constructor | Vueltas | Tiempo/Retirado | Parrilla | Puntos |
| ------- | --- | ------------------------ | ----------- | ------- | --------------- | -------- | ------ |
| 1       | 19  | Álvaro Bautista          | Aprilia     | 23      | 41:42.761       | 2        | 25     |
| 2       | 52  | Lukáš Pešek              | Derbi       | 23      | +3.072          | 3        | 20     |
| 3       | 75  | Mattia Pasini            | Aprilia     | 23      | +6.491          | 1        | 16     |
| 4       | 36  | Mika Kallio              | KTM         | 23      | +6.693          | 6        | 13     |
| 5       | 60  | Julián Simón             | KTM         | 23      | +6.877          | 4        | 11     |
| 6       | 55  | Héctor Faubel            | Aprilia     | 23      | +7.137          | 5        | 10     |
| 7       | 33  | Sergio Gadea             | Aprilia     | 23      | +7.291          | 8        | 9      |
| 8       | 14  | Gábor Talmácsi           | Honda       | 23      | +19.931         | 7        | 8      |
| 9       | 6   | Joan Olivé               | Aprilia     | 23      | +22.886         | 10       | 7      |
| 10      | 22  | Pablo Nieto              | Aprilia     | 23      | +27.176         | 9        | 6      |
| 11      | 24  | Simone Corsi             | Gilera      | 23      | +28.951         | 13       | 5      |
| 12      | 71  | Tomoyoshi Koyama         | Malaguti    | 23      | +37.653         | 15       | 4      |
| 13      | 8   | Lorenzo Zanetti          | Aprilia     | 23      | +42.814         | 19       | 3      |
| 14      | 12  | Federico Sandi           | Aprilia     | 23      | +42.909         | 24       | 2      |
| 15      | 29  | Andrea Iannone           | Aprilia     | 23      | +42.998         | 16       | 1      |
| 16      | 11  | Sandro Cortese           | Honda       | 23      | +46.381         | 21       |        |
| 17      | 38  | Bradley Smith            | Honda       | 23      | +50.685         | 25       |        |
| 18      | 43  | Manuel Hernández         | Honda       | 23      | +51.169         | 31       |        |
| 19      | 18  | Nicolás Terol            | Derbi       | 23      | +51.260         | 23       |        |
| 20      | 9   | Michael Ranseder         | KTM         | 23      | +51.803         | 18       |        |
| 21      | 63  | Mike Di Meglio           | Honda       | 23      | +52.726         | 11       |        |
| 22      | 23  | Lorenzo Baroni           | Honda       | 23      | +55.698         | 22       |        |
| 23      | 44  | Karel Abraham            | Aprilia     | 23      | +1:01.202       | 32       |        |
| 24      | 79  | Enrique Jerez            | Aprilia     | 23      | +1:03.282       | 36       |        |
| 25      | 26  | Vincent Braillard        | Aprilia     | 23      | +1:12.858       | 29       |        |
| 26      | 45  | Imre Tóth                | Aprilia     | 23      | +1:17.040       | 28       |        |
| 27      | 78  | Hugo van den Berg        | Aprilia     | 23      | +1:24.686       | 30       |        |
| 28      | 21  | Mateo Túnez              | Aprilia     | 23      | +1:28.944       | 27       |        |
| 29      | 16  | Michele Conti            | Honda       | 23      | +1:31.226       | 33       |        |
| 30      | 80  | Esteve Rabat             | Honda       | 23      | +1:35.989       | 34       |        |
| 31      | 53  | Simone Grotzkyj          | Aprilia     | 23      | +1:44.938       | 37       |        |
| 32      | 77  | Daniel Sáez              | Aprilia     | 23      | +1:49.656       | 35       |        |
| 33      | 37  | Joey Litjens             | Honda       | 22      | +1 Vuelta       | 38       |        |
| 34      | 20  | Roberto Tamburini        | Aprilia     | 22      | +1 Vuelta       | 40       |        |
| Ret     | 35  | Raffaele De Rosa         | Aprilia     | 20      | Retirado        | 12       |        |
| Ret     | 10  | Ángel Rodríguez Campillo | Aprilia     | 19      | Caída           | 14       |        |
| Ret     | 1   | Thomas Lüthi             | Honda       | 12      | Caída           | 17       |        |
| Ret     | 41  | Aleix Espargaró          | Honda       | 10      | Retirado        | 20       |        |
| Ret     | 32  | Fabrizio Lai             | Honda       | 8       | Retirado        | 26       |        |
| Ret     | 76  | Iván Maestro             | Honda       | 6       | Retirado        | 39       |        |
| DNS     | 7   | Alexis Masbou            | Malaguti    |         | No participó    |          |        |
| DNQ     | 17  | Stefan Bradl             | KTM         |         | No se clasificó |          |        |
| Fuente: |     |                          |             |         |                 |          |        |